# Prêmio Emmy Kids Internacional 2015
A 4° cerimônia de entrega dos International Emmy Kids Awards (ou Prêmio Emmy Kids Internacional 2015) aconteceu em 5 de abril de 2016 em Cannes, França. Eles são os únicos Emmys apresentados fora dos EUA.

## Cerimônia
Os indicados ao 4º prêmio Emmy Kids Internacional foram anunciados em 17 de outubro de 2016 pela Academia Internacional de Artes & Ciências da Televisão (IATAS). Produções de 13 países concorreram ao prêmio em seis categorias. A cerimônia de premiação aconteceu em Cannes, na França, em 5 de abril de 2016.

## Vencedores
| Melhor Animação | Melhor Programa Pré-Escolar |
| --- | --- |
| - Sanzoku no Musume Ronja - () - (NHK/Dwango/Polygon Pictures) - Mr. Trance - () - (El Recreo Studio/Señal Colombia) - Get Ace - () - (Galaxy Pop) - Le Trésor du Vieux Jim - () - (TAT Productions/Master Films)              | - Bing - () (Acamar Films Production/Brown Bag Films) - LazyTown - () - (Cartoonito/TBS Europe) - O Zoo da Zu - () (Discovery Latin America/Boutique Filmes) - Shimajirō no Wow! - () - (Benesse Corporation/TV Setouchi/Dentsu/DASH/demand/The Answerstudio)             |
| Melhor Série | Melhor Telefilme ou Minissérie |
| - Nowhere Boys () (Matchbox Pictures) - Malhação Sonhos () - (TV Globo) - Braccialetti Rossi () - (RAI/Palomar/Big Bang Media) - Taart () - (VPRO Television/Pupkin Films)                                                     | - Rabarber - () - (NL Film & TV/KRO-NCRV) - Evermoor - () - (Lime Pictures/Disney Channels) - Jongens - () - (NTR/Pupkin Fi lm) - Spelling Armadillo - () - (Oak3 Films)                                                                                                  |
| Melhor Programa de Entretenimento sem Roteiro | Melhor Programa Fatual |
| - Allround Champion - () - (NRK) - Battle for Money: Return of the Dinosaurs - () - (Fuji Television) - The Big Performance 3 - () - (Twenty Twenty Productions/CBBC) - Undercover High - () - (General Purpose Entertainment) | - My Life: I Am Leo - () - (Nine Lives Media) - Mentira la verdad - () - (Mulata Films/Canal Encuentro) - Kore-eda x High School Girls: Portrait of Fukushima 3 Years After - () - (NHK/Paonetwork) - De Zandtovenaar en de Oorlog - () - (The Media Brothers/Rkk/JBS TV) |